# Simon Pitkeathley
Simon William Bisson Pitkeathley, baron Pitkeathley de Camden Town (né le 9 mai 1964), est un homme d'affaires britannique et pair à vie. Il est membre de la Chambre des lords depuis 2025.

## Biographie
Simon William Bisson Pitkeathley est né le 9 mai 1964, de Thomas Pitkeathley et Jill Pitkeathley. Ses parents divorcent en 1978 et Simon Pitkeathley est élevé par sa mère. Il a une sœur, Rachel Pitkeathley.
Il est le directeur général de Camden Town Unlimited et d'Euston Town, et est auparavant le conseiller pour les petites entreprises du maire de Londres.
Pitkeathley tente sans succès d'être le candidat du Parti travailliste pour la circonscription de Holborn et St Pancras en 2014, mais Keir Starmer est finalement sélectionné.
Il est nommé pair à vie en décembre 2024 par le Premier ministre Keir Starmer pour le Parti travailliste.